# 優 (漫画家)
優（ゆう、生年不明・10月18日生 - 2017年7月1日）は、日本の漫画家、イラストレーター。愛媛県出身、東京都在住。女性。

## 来歴・人物
2012年、『おおかみこどもの雨と雪』のコミカライズを『ヤングエース』同年5月号より連載。
また、ryo (supercell) がプロデュースするアーティストTiaのデビュー作『ラブミーギミー』（2012年12月19日リリース）から4枚目のシングル『ニルバナ』（2015年11月25日リリース）までのCDジャケットを描いていた。
2017年9月25日、同年7月1日に急性心不全により急逝したことを、優の公式Twitterを通じて夫が報告した。

## 作品リスト

### 連載
- おおかみこどもの雨と雪（ヤングエース・2012年5月号 - 2013年9月号、全3巻）
- 五時間目の戦争（ヤングエース・2014年6月号[2] - 2017年3月号、全4巻）
- やわらかモラトリアム（まんがタイムきららキャラット・2015年9月号 - 10月号、休載・絶筆）

### 読切
- 指先（季刊エス・2010年4月号）
- present（パンドラvol.2 side-B）
- おかえりなさい。（季刊GELATIN 2010 なつ）
- さよなら、またね。（季刊GELATIN 2010 あき）
- 猫の日（季刊GELATIN 2011 ふゆ）
- はるのはな（季刊GELATIN 2011 はる）
- なつのいと（なつひめ 2011 SUMMER）
- なくしたことば（ゆきひめ 2012 WINTER）
- 愛は遅れてやってくる（アオハル bitter）
- わたしのカゲと、帰る場所（月刊ガンガンJOKER 2016年6月号）

### その他（挿絵・イラスト）
- 裁判傍聴コラム わいせつ系が人気です。（著・阿曽山大噴火）